# Čahrīq
Cette page contient des caractères spéciaux ou non latins. S’ils s’affichent mal (▯, ?, etc.), consultez la page d’aide Unicode.

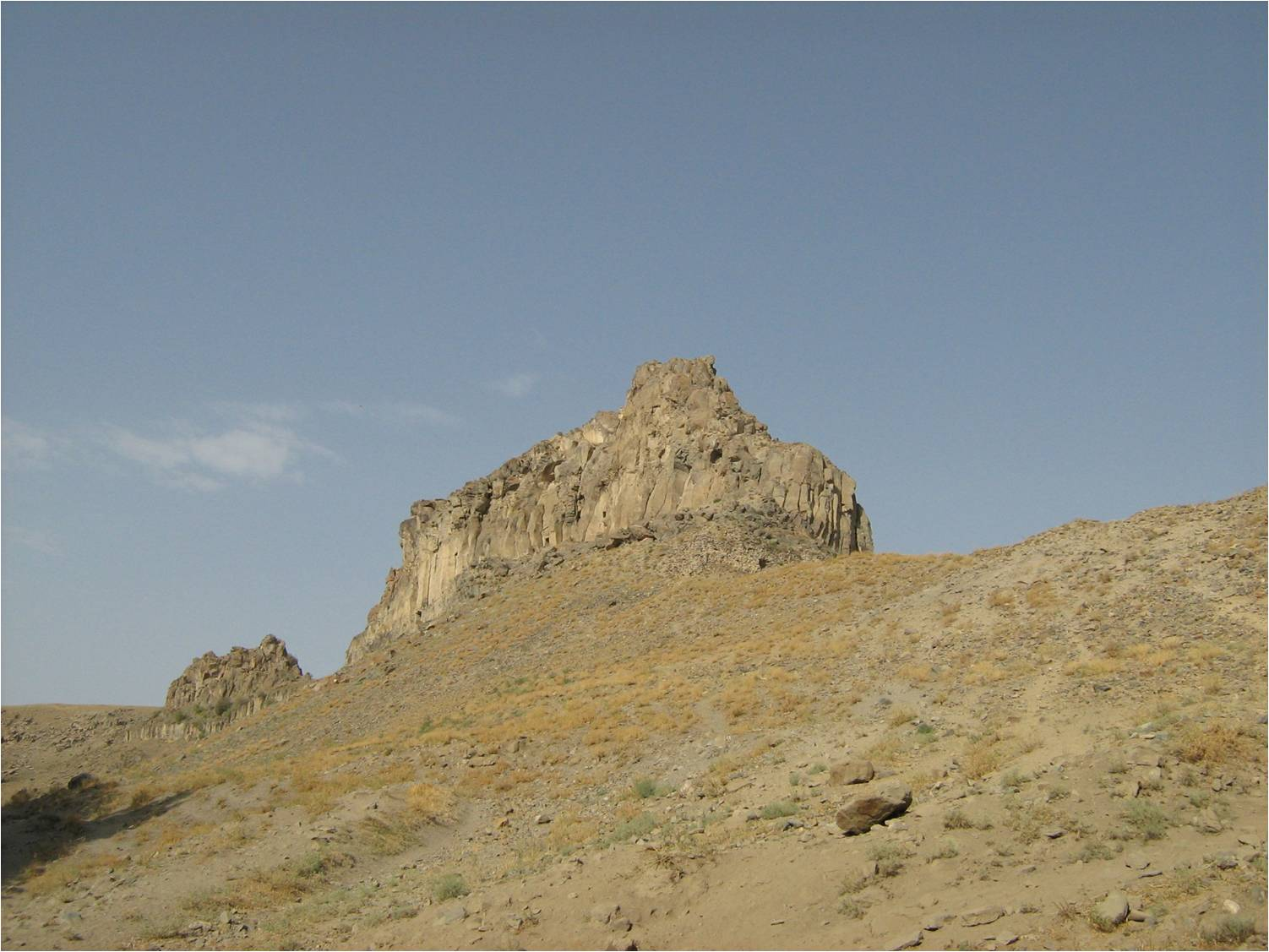
Vestiges de la citadelle de Chahriq.

Čahrīq est une forteresse qui se trouve dans la partie nord-ouest de la province iranienne de l’Azerbaïdjan occidental, et c’est là que Sayyid ʿAlī Muḥammad Šīrāzī (1817-1850), surnommé le Bāb, fut incarcéré pendant plusieurs années, de mai 1848 à juillet 1850. Il a été le fondateur du babisme, un mouvement religieux, et il est considéré comme l’un des deux prophètes par les baha’is.
Averti par ses espions de l’influence croissante qu’exerçait le Bāb, détenu à l’époque dans la prison de Mākū, Ḥājī Mīrzā Āqāsī, Grand vizir du shah d’Iran Muḥammad Šāh Qāǧār (1810-1848), le fit exiler le 10 avril 1848 dans une forteresse située dans les montagnes, à Čahrīq.
En cet endroit, qu’il surnomma lui-même « Montagne des Souffrances » (Ǧabal-i Šadīd), le Bāb fut emprisonné dans des conditions plus sévères qu’à Mākū et, après trois mois, fut conduit sous escorte à Tabrīz pour un procès présidé par le prince héritier Nāṣir al-Dīn Mīrzā-Dīn (1831-1896). Mais ensuite, en dépit des ordres stricts donnés par le Amīr-Niẓām (le Grand Vizir) au chef des gardes Yaḥyā Ḫān-i Kurd, l’influence du Bāb continua à se développer et de nouveau gagna tous les cœurs, si bien qu’un grand nombre de personnes éminentes en Iran se convertirent à sa foi.
À cette époque il reçut des révélations plus ésotériques et plus mystiques que les précédentes, mais le martyre cruel de son cher disciple Quddūs, le 16 mai 1849, le plongea dans une telle affliction que pendant six mois il ne fut plus en état d’écrire ni de dicter quoi que ce fût. Voici quelques-unes de ses œuvres qui datent de ce temps-là :
- Kitāb-i Asmāʾ  (Le Livre des Noms, qu’il révéla avant son martyre)
- Bayān arabe
- Kitāb-i Panǧ-Šaʿn (Le Livre des cinq Degrés, révélé au printemps de 1850)
- Épître à Ḥāǧī Mīrzā Āqāsī
- Lawḥ-i Ḥurūfāt (Épître des Lettres)

Son influence croissante et les révoltes sanglantes de babis à Zanǧān, au Māzindāran et Nayrīz incitèrent Taqī Ḫān (1807-1852), Grand vizir du shah d’Iran Nāṣir al-Dīn Šāh Qāǧār (1831-1896), à le faire exécuter pour éteindre définitivement la flamme du babisme. Le Bāb fut donc fusillé dans la cour de la caserne de Tabriz le 9 juillet 1850 (le 28 de Šaʿbān en l’an 1266 de l’Hégire).